# 東急フードショー
東急フードショー（とうきゅうフードショー）は、東急百貨店直営の食品売場。

## 概要
2000年（平成12年）に東急百貨店東横店西館及び南館の地下1階で誕生した。「食」を「流行」「ファッション」として捉え直した「食のテーマパーク」をコンセプトとし、食にこだわりを持つ働く女性をメインターゲットに、上質でオリジナリティのある総菜、スイーツ、輸入食材などといった食料品を品揃えしたのが大きな特色。当時の百貨店食料品売場の同質化から脱却し、百貨店初出店となるテナントの誘致や、コラボレーションによる限定品の販売など、利用者に楽しまれる売場を作り「デパ地下ブーム」の火付け役ともなった。

## 店舗
渋谷 東急フードショー
- 2000年4月に東急百貨店東横店地下1階及び渋谷地下街で開業し、東急百貨店東横店閉店後も営業を継続していたが、改装のため2020年9月13日で一旦閉店。その翌日には渋谷マークシティ1階、地下1階エリアに移転開業した。既存のエリアはしぶちか地下1階のエリアのみに縮小され、改装の上2021年7月10日に再開業した[2][3]。

東急フードショーエッジ
- 東京都渋谷区渋谷二丁目24-12 渋谷スクランブルスクエア1階、地下2階。
- 渋谷スクランブルスクエアとともに2019年11月1日開業。「流行・話題性」「本物・本質」「機能性・利便性」にフォーカスした新業態店舗[4]。

二子玉川 東急フードショー
- 東京都世田谷区玉川2-21-1 二子玉川ライズショッピングセンター地下1階。
- 二子玉川ライズとともに2011年3月17日に開業。

青葉台 東急フードショー
- 神奈川県横浜市青葉区青葉台2-1-1 青葉台東急スクエア South-1 本館。
- 東急百貨店閉店後も営業を継続していた食品売場を2018年11月9日にリニューアルし開業。

日吉 東急フードショー
- 神奈川県横浜市港北区日吉2-1-1 日吉東急avenue1階
- 日吉東急avenueの食料品フロアをリニューアルし、2021年4月22日に開業した。

### 東急フードショースライス
東急フードショースライスは、東急フードショーの小型店として、ライブ感や作り立てを提供する「見て楽しい、食べておいしい」売場にこだわり、デパ地下のエッセンスを凝縮した商業施設。
武蔵小杉 東急フードショースライス
- 神奈川県川崎市中原区小杉町3-472 武蔵小杉東急スクエア1・2階
- 武蔵小杉東急スクエアとともに2013年4月2日に開業。

自由が丘 東急フードショースライス
- 東京都目黒区自由が丘1-10-4　マイリッチビル1F
- 2020年6月25日開業。

あざみ野 東急フードショースライス
- 神奈川県横浜市青葉区あざみ野2-1-1 エトモあざみ野 駅構内 1階
- 2019年3月18日開業。

池上 東急フードショースライス
- 東京都大田区池上6-3-10 エトモ池上2階
- 2021年3月開業。

東急フードショースライス 溝の口駅店
- 神奈川県川崎市高津区溝口2-1-1 エトモ溝の口
- 2019年12月26日開業。

### 過去に存在した店舗
東急フードショースライス 目黒駅店
- 目黒駅地下3階の東急トラベルサロン目黒駅内に2017年12月1日開業。2021年9月29日に閉店。

東急フードショースライス 自由が丘駅店
- 自由が丘駅構内の東急トラベルサロン自由が丘駅内に2017年12月8日開業。2021年9月29日に閉店。前述の「自由が丘 東急フードショースライス」とは別店舗。